# Korzenie oddechowe

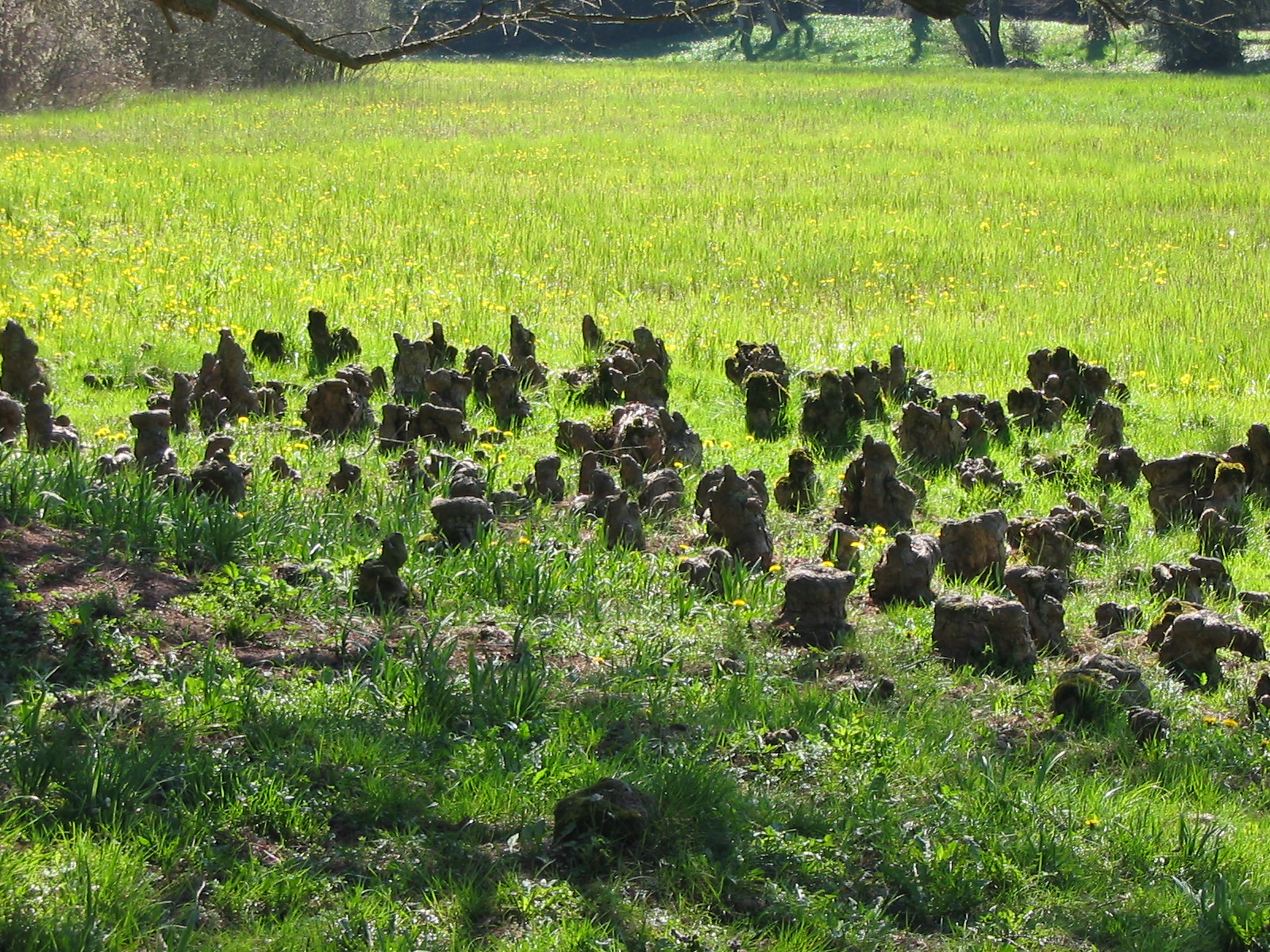
Korzenie oddechowe cypryśnika błotnego (Arboretum w Kórniku)

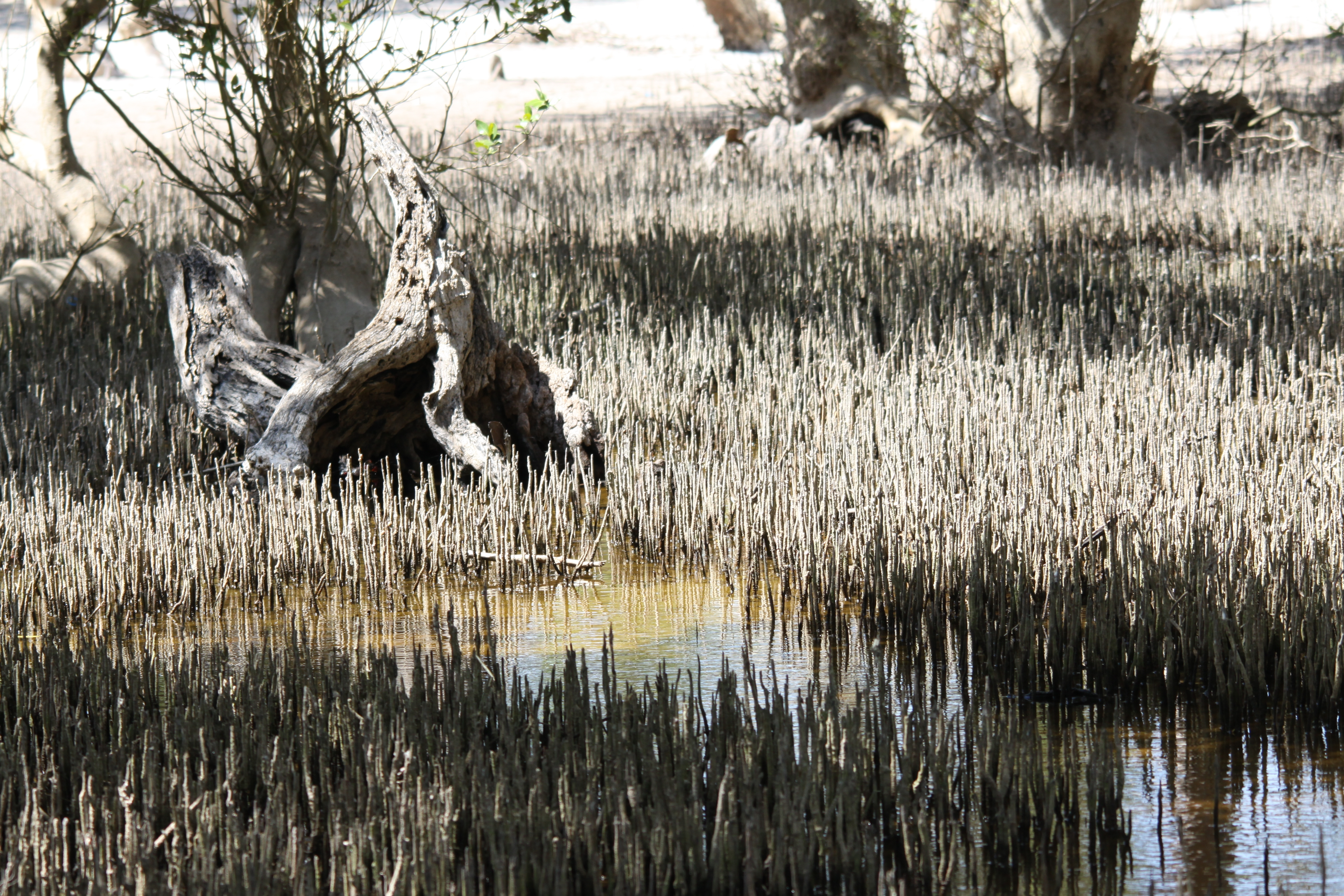
Korzenie oddechowe awicenii w namorzynach

Korzenie oddechowe, pneumatofory – typ nadziemnych korzeni, doprowadzających powietrze do systemu korzeniowego rośliny. Są to wykazujące geotropizm ujemny i w efekcie wyrastające pionowo w górę odgałęzienia korzeni podziemnych rosnących równolegle do powierzchni gruntu. Korzenie takie występują zwłaszcza u roślin rosnących na podłożu grząskim i beztlenowym, zwłaszcza w strefie podzwrotnikowej i międzyzwrotnikowej, np. w namorzynach.
Mogą osiągać wysokość do 1,5 metra. U różnych gatunków i w różnych warunkach rozwijają się w różnej liczbie; jedno drzewo z rodzaju awicenia (Avicennia) może wytworzyć około 10 tysięcy korzeni oddechowych. Cechują się one dobrze rozwiniętym miękiszem powietrznym (aerenchymą), którego cechą charakterystyczną jest silny rozwój przestworów komórkowych tworzących ciągły system kanałów powietrznych zapewniających przenoszenie tlenu, potrzebnego do procesów oddychania. Korzenie od zewnątrz posiadają liczne przetchlinki o prześwicie zbyt małym by przepuszczać wodę, ale wystarczającym do wymiany gazowej. Gdy korzenie są zalane podczas przypływu z przestworów międzykomórkowych pobierany jest tlen, wydzielany dwutlenek węgla, który łatwo rozpuszcza się w wodzie, tak że w efekcie wewnątrz korzenia powstaje podciśnienie. W efekcie podczas odpływu do wnętrza korzeni wessane zostaje powietrze. 
Niedotlenienie skutkuje upośledzeniem transportu węglowodanów z liści do tkanek niefotosyntetyzujących oraz zaburzeniem pobierania soli mineralnych. Pneumatofory mangrowców, wystające na powierzchnię gleby lub zastoiskowej wody, chronią tkanki korzenia przed niedotlenieniem i zapobiegają zachodzącym w takich sytuacjach procesom fermentacji.